# 하우스풀 2
하우스풀 2(Housefull 2)는 인도에서 제작된 사지드 칸 감독의 2012년 코미디, 멜로/로맨스 영화이다. 악쉐이 쿠마르 등이 주연으로 출연하였다.

## 출연

### 주연
- 악쉐이 쿠마르
- 아신
- 존 에이브러햄

### 조연
- 재클린 페르난데스
- 보만 이라니
- 쉬레야스 딸파데
- 새잔 패담시
- 리테쉬 데쉬무크
- 자린 칸